# Саман (Франция)
Сама́н (фр. и окс. Saman) — коммуна во Франции, находится в регионе Юг — Пиренеи. Департамент — Верхняя Гаронна. Входит в состав кантона Булонь-сюр-Жес. Округ коммуны — Сен-Годенс.
Код INSEE коммуны — 31528.

## География

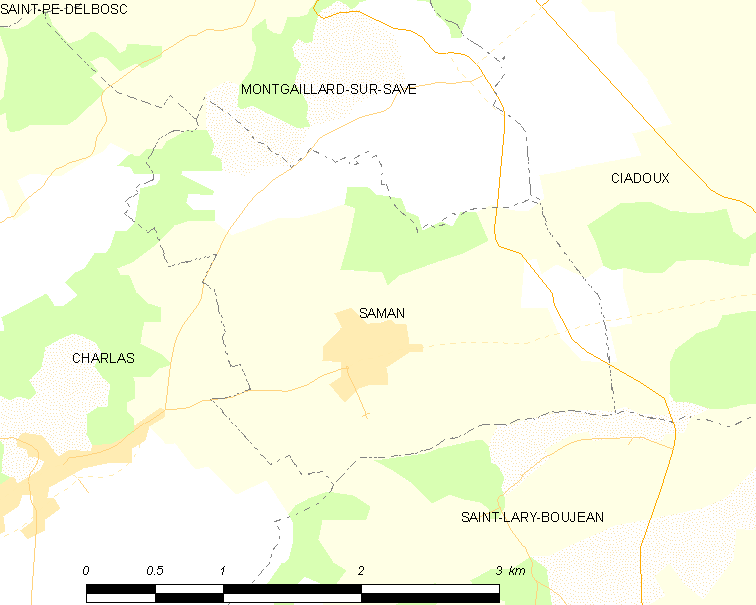
Карта коммуны

Коммуна расположена приблизительно в 640 км к югу от Парижа, в 75 км к юго-западу от Тулузы.
На северо-западе коммуны протекает река Сав.

## Климат
Климат умеренно-океанический. Зима мягкая и снежная, весна характеризуется сильными дождями и грозами, лето сухое и жаркое, осень солнечная. Преобладают сильные юго-восточные и северо-западные ветры.

## Население
Население коммуны на 2010 год составляло 159 человек.
| 1962 | 1968 | 1975 | 1982 | 1990 | 1999 | 2010 |
| ---- | ---- | ---- | ---- | ---- | ---- | ---- |
| 174  | 174  | 149  | 117  | 139  | 142  | 159  |

## Администрация
| Период | Период | Фамилия        | Партия | Примечания |
| ------ | ------ | -------------- | ------ | ---------- |
| 1983   | 2014   | Жан-Клод Арьес |        | фермер     |
| 2014   | 2020   | Жюльен Лакруа  |        | фермер     |

## Экономика
В 2010 году среди 94 человек трудоспособного возраста (15—64 лет) 65 были экономически активными, 29 — неактивными (показатель активности — 69,1 %, в 1999 году было 70,8 %). Из 65 активных жителей работали 54 человека (33 мужчины и 21 женщина), безработных было 11 (5 мужчин и 6 женщин). Среди 29 неактивных 9 человек были учениками или студентами, 10 — пенсионерами, 10 были неактивными по другим причинам.